# Федотов, Иван Сергеевич
Ива́н Серге́евич Федо́тов (1881—1951) — русский и советский театральный художник. Оформлял спектакли в театрах Москвы, Ленинграда, Киева. Заслуженный деятель искусств РСФСР (1946). Лауреат Сталинской премии I степени (1951).

## Биография
И. С. Федотов родился в 1881 году. В 1901 году окончил Строгановское училище. Работал в Частной русской опере. В 1908—1917 годах художник Оперного театра С. И. Зимина. С 1934 года — художник Центрального театра Красной армии. Был мастером сценического пейзажа. Сотрудничал с режиссёром А. Д. Поповым.
Умер в 1951 году. Похоронен в Москве в колумбарии Новодевичьего кладбища.
Жена — Бетти Львовна Федотова (урождённая Розенфельд, 1900—1992), певица.

## Оформил спектакли
- 1905 — «Дети солнца» М. Горького (Театр В. Ф. Комиссаржевской)
- 1935 — «Платон Кречет» А. Е. Корнейчука (КУАДТ имени И. Я. Франко)
- 1944 — «Город мастеров» Т. Г. Габбе (ЦДТ)
- 1950 — «Первые радости» по К. А. Федину (МАДТ имени Е. Б. Вахтангова)

Московский Художественный театр
- 1947 — «Алмазы» Н. А. Асанова
- 1949 — «Поздняя любовь» А. Н. Островского

Оперный театр С. И. Зимина
- 1909 — «Нюрнбергские мейстерзингеры» Р. Вагнера — оформление костюмов
- 1911 — «Генрих VIII» К. Сен-Санса
- 1913 — «Млада» Н. А. Римского-Корсакова
- 1914 — «Жидовка» Ж. Ф. Галеви; «Капитанская дочка» Ц. А. Кюи

ГАМТ
- 1935 — «Заговор Фиеско в Генуе» Ф. Шиллера
- 1947 — «Великая сила» Б. С. Ромашова
- 1949 — «Незабываемый 1919-й» В. В. Вишневского

ЦАТСА
- 1935 — «Мещане» М. Горького
- 1939 — «Полководец Суворов» И. В. Бахтерева и А. В. Разумовского
- 1941 — «Пархоменко» В. В. Иванова
- 1942 — «Давным-давно» А. К. Гладкова
- 1946 — «Учитель танцев» Лопе де Вега
- 1947 — «За тех, кто в море!» Б. А. Лавренёва
- 1948 — «На той стороне» А. А. Барянова
- 1950 — «Совесть» Ю. П. Чепурина

## Награды и премии
- заслуженный деятель искусств РСФСР (1946)
- Сталинская премия I степени (1951) — за оформление спектакля «Незабываемый 1919-й» В. В. Вишневского, поставленного на сцене ГАМТ.